# Vürfelser Kaule
Vürfelser Kaule ist ein Ortsteil im Stadtteil Refrath von Bergisch Gladbach.

## Geschichte
Der Name Vürfelser Kaule entstand in Anlehnung an die alte Gewannenbezeichnung Auf der vürfelser Kaule, die das Urkataster im Bereich der heutigen Straße verzeichnet. Die Siedlung Vürfelser Kaule gehörte zum Besitz des Vürfelser Hofes, der in der Frühneuzeit auch das Großjahnsgut auff der Kaulen genannt wurde. Das Grundwort Kaule leitet sich vom mittelhochdeutschen Kule (= Grube) her und bezeichnet sowohl eine künstlich angelegte Vertiefung zur Entnahme von Steinen, Erzen oder Erdreich als auch eine natürliche Senke. Da in Refrath an vielen Stellen Steinbrüche zur Kalkgewinnung betrieben wurden, wird es hier ähnlich gewesen sein.
Ab der Preußischen Neuaufnahme von 1892 ist er auf Messtischblättern regelmäßig ohne Namen verzeichnet.
Aufgrund des Köln-Gesetzes wurde die Stadt Bensberg mit Wirkung zum 1. Januar 1975 mit Bergisch Gladbach zur Stadt Bergisch Gladbach zusammengeschlossen. Dabei wurde auch Vürfelser Kaule Teil von Bergisch Gladbach.
| Jahr | Einwohner | Wohn- gebäude | Kategorie | Politische / kirchliche Zugehörigkeit                               |
| ---- | --------- | ------------- | --------- | ------------------------------------------------------------------- |
| 1871 | 52        | 10            |           | Bürgermeisterei Bensberg, Kirchspiel Refrath Vürvelserkaule genannt |
| 1885 | 72        | 13            | Ortschaft | Bürgermeisterei Bensberg, Kirchspiel Refrath Fürvelserkaule genannt |
| 1895 | 95        | 15            | Ortschaft | Bürgermeisterei Bensberg, Kirchspiel Refrath Fürvelserkaule genannt |
| 1905 | 109       | 16            | Ortschaft | Bürgermeisterei Bensberg, katholische Pfarre Refrath                |